# Шабалины (Биртяевское сельское поселение)
Шабалины — деревня в Котельничском районе Кировской области в составе Биртяевского сельского поселения.

## География
Располагается у северо-восточной окраины райцентра города Котельнич.

## История
Известна с 1671 года как деревня Гущеваровская с 1 двором, в 1764 уже с 42 жителями. В 1873 году здесь (Гущеваровская 2-я или Шабалины) отмечено дворов 13 и жителей 76, в 1905 (починок Гущеваровский 2-й или Шабалины )  5 и 33, в 1926 (Шабалины или Гущеваровская 2-я) 7 и 32, в 1950 18 и 72, в 1989 году оставалось 22 человека. Настоящее название утвердилось с 1950 года.

## Население
Постоянное население  составляло 7 человек (русские 100%) в 2002 году, 6 в 2010.